# 1934 год в истории общественного транспорта
В этой статье перечисляются основные события из истории общественного транспорта (прежде всего трамваев, троллейбусов и автобусов) в 1934 году. Информация об истории метрополитенов и железнодорожного транспорта находится в отдельных статьях.

## События

### СССР

#### РСФСР
- В Мурманске была закрыта система бензомоторного трамвая (заменён автобусами).
- 1 мая — открыто движение автобуса в Кирове.
- 30 мая — открыто движение электрического трамвая в Новороссийске.
- 7 ноября — открыто трамвайное движение в Иванове.
- 26 ноября — открыто трамвайное движение в Новосибирске.
- 25 декабря — открыто трамвайное движение в Златоусте.

### В мире

#### Австралия
- 11 августа — временно прекращено троллейбусное движение в городе Аделаида[значимость факта?].
- 23 января — открыто троллейбусное движение в городе Сидней.

#### Алжир
- 1 июля — открыто троллейбусное движение в городе Алжир.

#### Великобритания
- 4 августа — открыто троллейбусное движение в городе Портсмут.

#### Ирландия
- 1 апреля — открыто троллейбусное движение в городе Галуэй.
- Прекращено троллейбусное движение в городе Уотерфорд.

#### Италия
- 28 октября — открыто троллейбусное движение в городе Ливорно.

#### США
- 19 августа — открыто троллейбусное движение в городе Гринвилл.
- 15 июля — открыто троллейбусное движение в городе Гринсборо.